# Luciana Massenzi
Luciana Massenzi (Roma, 22 novembre 1945 – Brema, 28 gennaio 1966) è stata una nuotatrice italiana.

## Carriera
Specialista del dorso, ha partecipato ai Campionati europei di nuoto 1962 di Lipsia, senza giungere però alle finali. Si è inoltre aggiudicata 4 titoli nazionali nei 100 dorso (2 assoluti e 2 primaverili) ed è stata detentrice del record italiano dei 100 dorso, col tempo di 1'12"4 realizzato a Milano nel 1965.
È deceduta a 20 anni nella tragedia aerea di Brema del 28 gennaio 1966 dove persero la vita, con l'allenatore Paolo Costoli e il telecronista della Rai Nico Sapio, tutti i componenti della nazionale italiana di nuoto che avrebbero dovuto partecipare ad un meeting internazionale nella città tedesca.

## Palmarès

### Campionati italiani
4 titoli individuali
- 4 nei 100 m dorso

| Anno | Edizione    | dorso 100 m |
| ---- | ----------- | ----------- |
| 1962 | Primaverili | 1           |
| 1962 | Estivi      | 1           |
| 1963 | Primaverili | 1           |
| 1965 | Estivi      | 1           |